# Турковићи (Пале)
Турковићи су насељено мјесто у општини Пале, Република Српска, БиХ. Према попису становништва из 1991. у насељу је живјело 249 становника.

## Географија
Турковићи се налазе у подножју планине Јахорине, источно од Пала.

## Становништво
| Демографија | Демографија | Демографија |
| Година      | Становника  | Становника  |
| ----------- | ----------- | ----------- |
| 1961.       | 211         |             |
| 1971.       | 233         |             |
| 1981.       | 113         |             |
| 1991.       | 249         |             |